# Charles Lee Tilden
Charles Lee Tilden (Alameda, 4 juni 1894 - Fairfield, 1 november 1968) was een Amerikaans rugbyspeler.

## Carrière
Tijdens de Olympische Zomerspelen 1920 was hij de aanvoerder van de Amerikaanse ploeg die olympisch kampioen werd.

## Erelijst

### Met Verenigde Staten
- Olympische Zomerspelen:  1920